# 卡特尼耶尔
卡特尼耶尔（法語：Cattenières，法語發音：[katnjɛʁ]）是法国上法蘭西大區北部省的一个市镇，属于康布雷区。

## 地理
卡特尼耶尔（50°8'14"N, 3°19'58"E）面积5.4 平方千米，位于法国上法蘭西大區北部省，该省份为法国最北部的省份及最长的省份，西北濒北海，西接加来海峡省，南至埃纳省和索姆省，东与比利时接壤。
与卡特尼耶尔接壤的市镇（或旧市镇、城区）包括：卡尼耶尔、旺拜、埃斯图尔梅勒、方丹欧皮尔、欧库尔昂康布雷西。

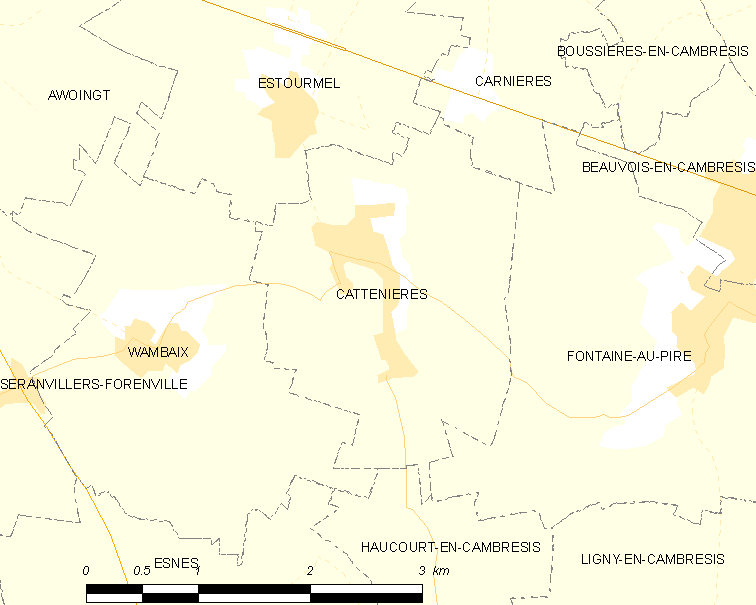
卡特尼耶尔的OSM定位图

卡特尼耶尔的时区为UTC+01:00、UTC+02:00（夏令时）。

## 行政
卡特尼耶尔的邮政编码为59217，INSEE市镇编码为59138。

## 政治
卡特尼耶尔所属的省级选区为勒卡托康布雷西县。

## 人口

1962-2008年间卡特尼耶尔人口变化图示

卡特尼耶尔于2022年1月1日时的人口数量为687人。